# عثمان-تاشلی
عثمان-تاشلی (انگلیسی: Usman-Tashly) یک شهرک در شهرستان یرمکیفسکی استان باشقیرستان کشور روسیه است.